# Franska Kamerun

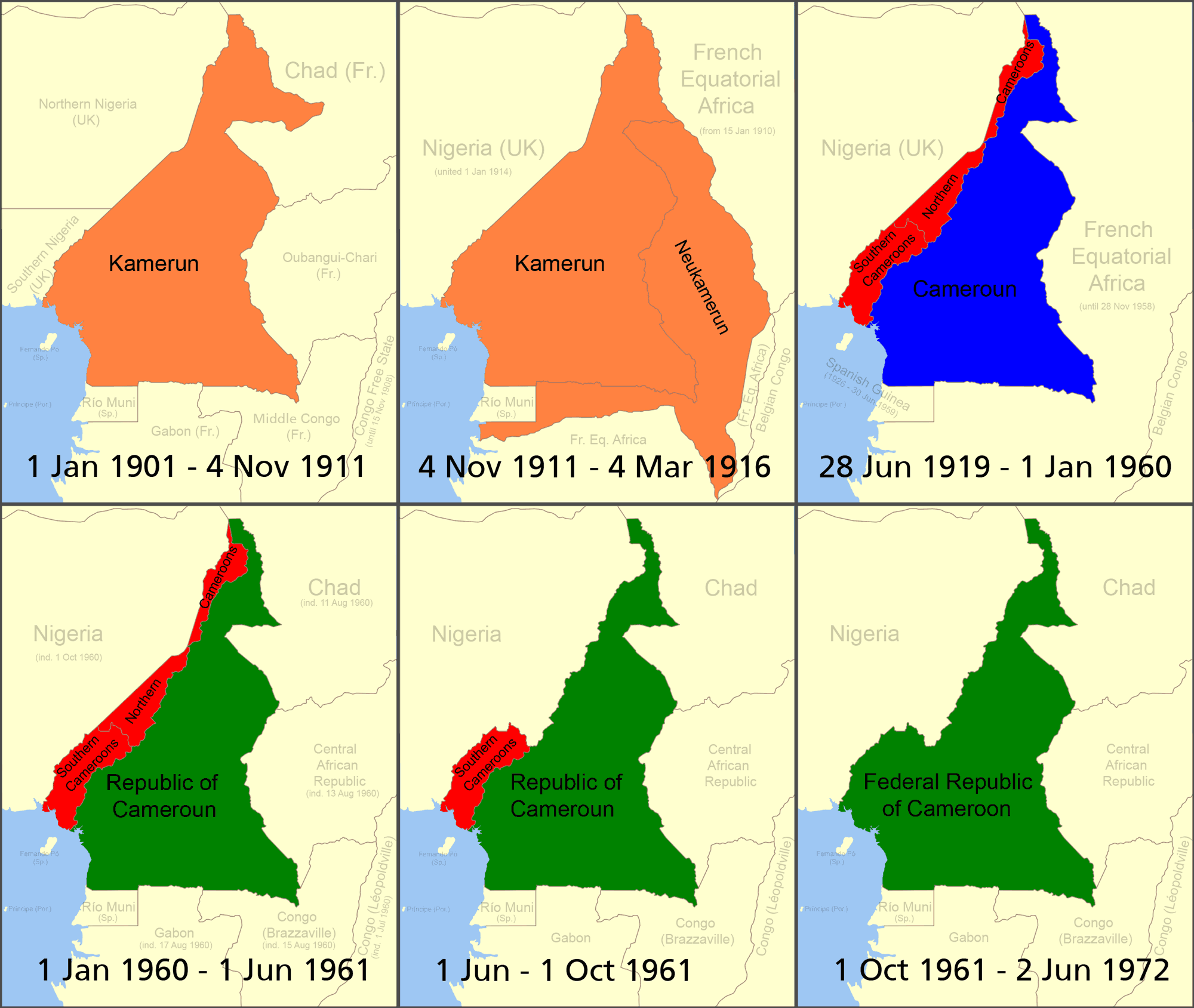
Kameruns historia
Tyska Kamerun
Brittiska Kamerun
Franska Kamerun
Republiken Kamerun

Franska Kamerun (franska: Cameroun français) var ett franskt mandatområde i Västafrika, nu en del av Kamerun.
Området för dagens Kamerun gjorde Tyskland anspråk på som ett protektorat under "Kapplöpningen om Afrika" i slutet av 1800-talet. 1884 bildades Tyska Kamerun. Under första världskriget var det ockuperat av franska och belgiska trupper och administrerades senare av Storbritannien och Frankrike genom Nationernas Förbund 1922. Den franska mandatet var känd som Cameroun och det brittiskt territoriet administrerades som två områden, Nordkamerun och Sydkamerun. Nordkamerun bestod av två icke-angränsande delar, delat där nigerianska och kamerunska gränsen möttes.
Franska Kamerun blev självständigt i januari 1960 och Nigeria var planerad för självständighet senare samma år, vilket tog upp frågan om vad man skulle göra med den brittiska territoriet. Efter en del diskussioner (som hade pågått sedan 1959), enades man om en folkomröstning som hölls den 11 februari 1961. Det muslimska majoriteten i norra området valde union med Nigeria och södra området röstade att ansluta sig med Kamerun.
Nordkamerun blev en region i Nigeria den 31 maj 1961 medan Sydkamerun blev en del av Kamerun den 1 oktober. Under tiden administrerades området som en fransk koloni.